# Gnomidolon friedi
Gnomidolon friedi là một loài bọ cánh cứng trong họ Cerambycidae.